# Rodolfo Pio
Rodolfo Pio (Carpi, 22 de febrero de 1500-Roma, 2 de mayo de 1564) fue un eclesiástico y diplomático italiano.

## Vida
Hijo primogénito de Leonello Pio y de Maria Martinengo, fue encaminado a la carrera eclesiástica siendo joven.  Con 16 años era comendador de S. Lorenzo di Colorno en la orden de San Juan de Jerusalén y con 17 beneficiado de la iglesia de la Trinidad de Ferrara.  
Tras terminar sus estudios de Filosofía y Teología en la Universidad de Padua marchó a Roma bajo la protección de su tío Alberto, signore de Carpi y embajador cesáreo ante la Curia romana, que estaba casado con Cecilia Orsini, hija del cardenal Franciotto Orsini (primo del papa León X).  
En 1523 Clemente VII le hizo su mayordomo y en 1528 fue nombrado obispo de Faenza, aunque nunca residió en su diócesis, gobernándola por medio de vicarios. 
A partir de ese momento comenzó una intensa actividad diplomática por cuenta del papa en el contexto de las guerras italianas: en 1529 fue enviado a Florencia para tratar con Malatesta IV Baglioni; en 1530 a Francia para conseguir la paz de ésta con el Sacro Imperio Romano Germánico; en 1533 fue nuncio ante el duque Carlos III de Saboya para preparar la entrevista entre el papa y el rey de Francia en Niza; en 1535, ya durante el pontificado de Paulo III, fue nombrado nuncio en Francia.
En el consistorio de 1536 fue creado cardenal; recibió el título de Santa Pudenziana, que poco después cambió por el de Santa Prisca.  
El año siguiente, junto con Cristoforo Giacobazzi ejerció como legado ante la corte del emperador Carlos V y la del rey Francisco I de Francia con la doble misión de intentar componer la paz entre ambos y convocar un concilio para responder a la Reforma protestante. El acuerdo de paz se hizo efectivo en la Tregua de Niza de 1538; el concilio tardaría todavía varios años más. 
Entre 1539-42 se desempeñó como legado en la Marca de Ancona, encargado de cuestiones de gobierno, de prevenir las incursiones de los turcos y de solventar la carestía que había afectado a la comarca en los últimos años.  Al mismo tiempo ofició como legado en Roma durante la ausencia del papa para su encuentro con el emperador. 
Cardenal presbítero de San Clemente en 1543 y de Santa Maria in Trastevere desde 1544, recibió la administración de la diócesis de Agrigento (a la que nunca viajó), tras ceder la de Faenza a su hermano Teodoro.  También fue cardenal protector de Escocia, Irlanda, Mantua, de los franciscanos y los jesuitas, e intervino en la investigación sobre la difusión de las doctrinas heterodoxas entre los capuchinos tras la fuga en 1542 de su general Bernardino Ochino, en la reforma del tercer orden de los franciscanos y en la de los clérigos regulares. 
Participó en el cónclave de 1549-50 en que fue elegido papa Julio III, y desde esa misma fecha perteneció al Santo Oficio creado ocho años antes, en cuyas funciones intervino en los procesos seguidos contra Giovanni Morone, Reginald Pole, Lodovico Castelvetro o los barnabitas.  Fue gobernador de Alatri en 1550, de Patrimonio en 1551, cardenal obispo de Albano y de Frascati ese mismo año, y de Porto en 1555. También tomó parte en los cónclaves de abril y mayo de 1555 en que fueron elegidos Marcelo II y Paulo IV; en el de 1559 fue papable con el apoyo del partido español, pero finalmente fue elegido Pío IV.

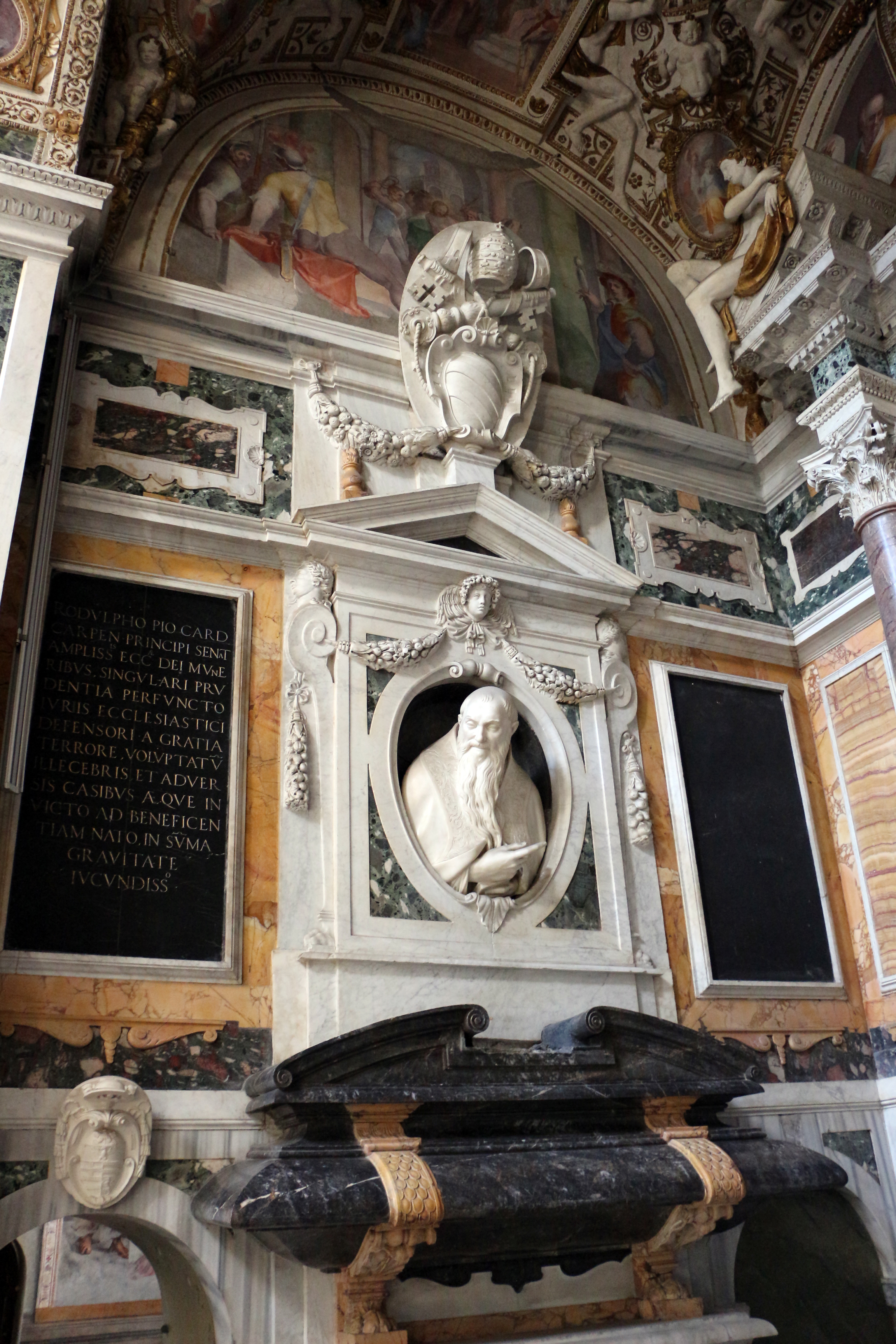
Su sepultura.

En 1562, tras el fallecimiento de François de Tournon,  fue promovido a la sede de Ostia como decano del Colegio Cardenalicio.  Tras la conclusión del Concilio de Trento fue nombrado miembro de la congregación que debería poner en práctica las resoluciones conciliares, pero no tuvo tiempo a tomar un papel de relevancia en este asunto: murió en Roma en 1564 a los 64 años de edad, y fue sepultado en la capilla de San Miguel de la iglesia de Trinità dei Monti.  